# Jeroen Bleekemolen
Jeroen Bleekemolen, född den 23 oktober 1981 i Heemstede är en nederländsk racerförare.

## Racingkarriär
Bleekemolen är en allroundförare som har kört så variende discipliner som A1GP, DTM, Porsche Supercup och FIA GT Championship. Han tog sin första titel i karriären när han vann 2008 år version av Porsche Supercup.